# USS LST-533
O USS LST-533 foi um navio de guerra norte-americano da classe LST que operou durante a Segunda Guerra Mundial.